# Grand Prix moto de la Communauté valencienne 2013
Le  Grand Prix moto de la Communauté valencienne 2013 est la 18e et dernière manche du championnat du monde de vitesse moto 2013.
La compétition s'est déroulée du 8 au 10 novembre sur le circuit de Valence devant plus de 104 441 spectateurs.
Cette 15e édition du Grand Prix moto de la Communauté valencienne a vu le sacre de Maverick Viñales en Moto3 et celui de Marc Márquez dans la catégorie reine.

## Résultats MotoGP
| Pos                        | Num | Pilote           | Moto         | Tours | Temps           | Grille | Points |
| -------------------------- | --- | ---------------- | ------------ | ----- | --------------- | ------ | ------ |
| 1                          | 99  | Jorge Lorenzo    | Yamaha       | 30    | 46 min 10 s 302 | 2      | 25     |
| 2                          | 26  | Dani Pedrosa     | Honda        | 30    | +3 s 934        | 3      | 20     |
| 3                          | 93  | Marc Márquez     | Honda        | 30    | +7 s 357        | 1      | 16     |
| 4                          | 46  | Valentino Rossi  | Yamaha       | 30    | +10 s 579       | 4      | 13     |
| 5                          | 19  | Alvaro Bautista  | Honda        | 30    | +14 s 965       | 7      | 11     |
| 6                          | 6   | Stefan Bradl     | Honda        | 30    | +24 s 399       | 8      | 10     |
| 7                          | 38  | Bradley Smith    | Yamaha       | 30    | +29 s 043       | 6      | 9      |
| 8                          | 69  | Nicky Hayden     | Ducati       | 30    | +39 s 893       | 10     | 8      |
| 9                          | 4   | Andrea Dovizioso | Ducati       | 30    | +53 s 196       | 9      | 7      |
| 10                         | 51  | Michele Pirro    | Ducati       | 30    | +1 min 02 s 983 | 17     | 6      |
| 11                         | 41  | Aleix Espargaró  | ART          | 30    | +1 min 04 s 197 | 14     | 5      |
| 12                         | 8   | Hector Barbera   | FTR          | 30    | +1 min 06 s 826 | 13     | 4      |
| 13                         | 71  | Claudio Corti    | FTR Kawasaki | 30    | +1 min 11 s 481 | 15     | 3      |
| 14                         | 9   | Danilo Petrucci  | Ioda-Suter   | 30    | +1 min 13 s 643 | 12     | 2      |
| 15                         | 5   | Colin Edwards    | FTR Kawasaki | 30    | +1 min 24 s 249 | 18     | 1      |
| 16                         | 7   | Hiroshi Aoyama   | FTR          | 30    | +1 min 33 s 010 | 19     |        |
| 17                         | 70  | Michael Laverty  | ART          | 29    | +1 Tour         | 21     |        |
| 18                         | 23  | Luca Scassa      | ART          | 29    | +1 Tour         | 22     |        |
| 19                         | 67  | Bryan Staring    | FTR Honda    | 29    | +1 Tour         | 23     |        |
| 20                         | 45  | Martin Bauer     | S&B Suter    | 29    | +1 Tour         | 26     |        |
| Ab.                        | 29  | Andrea Iannone   | Ducati       | 26    | Chute           | 11     |        |
| Ab.                        | 14  | Randy de Puniet  | ART          | 23    | Abandon         | 20     |        |
| Ab.                        | 35  | Cal Crutchlow    | Yamaha       | 9     | Chute           | 5      |        |
| Ab.                        | 68  | Yonny Hernandez  | Ducati       | 8     | Chute           | 16     |        |
| Ab                         | 52  | Lukas Pesek      | Ioda-Suter   | 3     | Abandon         | 25     |        |
| Ab.                        | 50  | Damian Cudlin    | PBM          | 3     | Abandon         | 24     |        |
| Résultats Officiels MotoGP |     |                  |              |       |                 |        |        |

| 1                               | 93 | Marc Márquez    | 334 pts | Champion du monde |
| 2                               | 99 | Jorge Lorenzo   | 330 pts | -4 pts            |
| 3                               | 26 | Dani Pedrosa    | 300 pts | -34 pts           |
| 4                               | 46 | Valentino Rossi | 237 pts | -97 pts           |
| Résultats du Championnat MotoGP |    |                 |         |                   |

- Marc Márquez devient le 109e champion du monde du Continental Circus.

Il devient également le plus jeune champion du monde MotoGP à 20 ans et 266 jours battant ainsi le record de Freddie Spencer qui fut champion du monde 500cm3 en 1983 à l'âge de 21 ans et 258 jours.

## Résultats Moto2
| Pos                       | Num | Pilote              | Moto     | Tours | Temps           | Grille | Points |
| ------------------------- | --- | ------------------- | -------- | ----- | --------------- | ------ | ------ |
| 1                         | 18  | Nicolas Terol       | Suter    | 27    | 43 min 24 s 972 | 6      | 25     |
| 2                         | 81  | Jordi Torres        | Suter    | 27    | +4 s 047        | 3      | 20     |
| 3                         | 5   | Johann Zarco        | Suter    | 27    | +5 s 993        | 8      | 16     |
| 4                         | 3   | Simone Corsi        | Speed Up | 27    | +5 s 994        | 2      | 13     |
| 5                         | 80  | Esteve Rabat        | Kalex    | 27    | +8 s 316        | 4      | 11     |
| 6                         | 15  | Alex De Angelis     | Speed Up | 27    | +10 s 596       | 7      | 10     |
| 7                         | 12  | Thomas Luthi        | Suter    | 27    | +11 s 219       | 5      | 9      |
| 8                         | 95  | Anthony West        | Speed Up | 27    | +12 s 334       | 21     | 8      |
| 9                         | 54  | Mattia Pasini       | Speed Up | 27    | +13 s 383       | 16     | 7      |
| 10                        | 77  | Dominique Aegerter  | Suter    | 27    | +14 s 609       | 11     | 6      |
| 11                        | 60  | Julián Simón        | Kalex    | 27    | +14 s 805       | 15     | 5      |
| 12                        | 19  | Xavier Simeon       | Kalex    | 27    | +18 s 168       | 9      | 4      |
| 13                        | 30  | Takaaki Nakagami    | Kalex    | 27    | +18 s 792       | 10     | 3      |
| 14                        | 36  | Mika Kallio         | Kalex    | 27    | +23 s 555       | 12     | 2      |
| 15                        | 45  | Scott Redding       | Kalex    | 27    | +27 s 479       | 17     | 1      |
| 16                        | 11  | Sandro Cortese      | Kalex    | 27    | +35 s 021       | 14     |        |
| 17                        | 94  | Franco Morbidelli   | Suter    | 27    | +35 s 314       | 23     |        |
| 18                        | 23  | Marcel Schrotter    | Kalex    | 27    | +35 s 323       | 19     |        |
| 19                        | 8   | Gino Rea            | FTR      | 27    | +35 s 405       | 13     |        |
| 20                        | 49  | Axel Pons           | Kalex    | 27    | +35 s 420       | 25     |        |
| 21                        | 4   | Randy Krummenacher  | Suter    | 27    | +36 s 372       | 20     |        |
| 22                        | 88  | Ricard Cardus       | Speed Up | 27    | +41 s 540       | 18     |        |
| 23                        | 96  | Louis Rossi         | Tech 3   | 27    | +43 s 455       | 22     |        |
| 24                        | 99  | Lucas Mahias        | Tech 3   | 27    | +50 s 510       | 26     |        |
| 25                        | 25  | Azlan Shah          | Moriwaki | 27    | +1 min 04 s 591 | 28     |        |
| 26                        | 44  | Steven Odendaal     | Speed Up | 27    | +1 min 04 s 667 | 30     |        |
| 27                        | 7   | Doni Tata Pradita   | Suter    | 27    | +1 min 05 s 070 | 32     |        |
| 28                        | 17  | Alberto Moncayo     | Speed Up | 27    | +1 min 24 s 368 | 31     |        |
| 29                        | 40  | Pol Espargaro       | Kalex    | 27    | +1 min 33 s 265 | 1      |        |
| 30                        | 34  | Ezequiel Iturrioz   | Kalex    | 26    | +1 Tour         | 33     |        |
| Ab.                       | 31  | Kohta Nozane        | Motobi   | 13    | Abandon         | 27     |        |
| Ab.                       | 97  | Rafid Topan Sucipto | Speed Up | 6     | Abandon         | 29     |        |
| Ab.                       | 55  | Hafizh Syahrin      | Kalex    | 4     | Abandon         | 24     |        |
| Résultats Officiels Moto2 |     |                     |          |       |                 |        |        |

| Pos | Num | Pilote        | Pts au championnat | Écart             |
| --- | --- | ------------- | ------------------ | ----------------- |
| 1   | 40  | Pol Espargaro | 265 pts            | Champion du monde |
| 2   | 45  | Scott Redding | 225 pts            | -40 pts           |
| 3   | 80  | Esteve Rabat  | 215 pts            | -50 pts           |
| 4   | 36  | Mika Kallio   | 187                | -78 pts           |

## Résultats Moto3
| Pos                       | Num | Pilote           | Moto      | Tours | Temps           | Grille | Points |
| ------------------------- | --- | ---------------- | --------- | ----- | --------------- | ------ | ------ |
| 1                         | 25  | Maverick Viñales | KTM       | 24    | 40 min 12 s 463 | 3      | 25     |
| 2                         | 94  | Jonas Folger     | Kalex KTM | 24    | +0 s 186        | 4      | 20     |
| 3                         | 42  | Alex Rins        | KTM       | 24    | +0 s 187        | 1      | 16     |
| Résultats Officiels Moto3 |     |                  |           |       |                 |        |        |

| 1                              | 25 | Maverick Viñales | 323 pts | Champion du monde |
| 2                              | 42 | Alex Rins        | 311 pts | -12 pts           |
| 3                              | 39 | Luis Salom       | 302 pts | -21 pts           |
| 4                              | 12 | Álex Márquez     | 213     | -110 pts          |
| Résultats du Championnat Moto3 |    |                  |         |                   |

- Maverick Viñales devient le 108e Champion du monde du Continental Circus.